# جائزة أستراليا الكبرى 1947
جائزة أستراليا الكبرى 1947 هو سباق فورمولا 1 أقيم بتاريخ 6 أكتوبر 1947 في نيوساوث ويلز.